# Henri Taurel
Pour les articles homonymes, voir Taurel.
Henri Taurel, né le 31 juillet 1843 à Maignelay où il est mort le 26 novembre 1927, est un peintre français.

## Biographie
Henri Edmond Adon Taurel est le fils de Prosper Taurel, receveur des contributions indirectes, et de Sébastienne Élisabeth Lalo.
Élève de Villa, il expose au Salon de 1865 à 1882.
En 1875, il épouse à Maignelay Marie Augustine Refuveille.
Il meurt à l'âge de 84 ans.